# Ignacio Alas
Ignacio Alas (Guanajuato, Nueva España, circa 1780-Ciudad de México, 11 de noviembre de 1843) fue un abogado e insurgente durante la guerra de independencia de México. Fue ministro de Hacienda durante los primeros gobiernos del México independiente.

## Semblanza biográfica
Realizó sus estudios en el Seminario Conciliar de México y en el Colegio de San Ildefonso en donde obtuvo el título de abogado. A finales de 1812 se unió a las tropas insurgentes de Ignacio López Rayón. Posteriormente militó en las fuerzas comandadas por José María Morelos. Su participación con las armas fue poca, no obstante fue secretario de Morelos, contribuyó en el Congreso de Chilpancingo realizando diversas comisiones y representando a la provincia de Guanajuato.
Al caer prisionero José María Morelos lo sustituyó en el triunvirato que ejercía el Poder Ejecutivo del Congreso, aunque pocos días después éste fue disuelto por Manuel Mier y Terán y Antonio Cumplido. Ignacio Alas —junto con Terán y Cumplido— formó parte de la Comisión Ejecutiva que sustituyó al Congreso, sin embargo al no ser reconocida su autoridad por todos los insurgentes, decidió trasladarse a Michoacán. Por su parte, reconoció a la Junta de Jaujilla, sucesora de la de Taretan, y militó bajo las órdenes de Nicolás Bravo. En 1817 participó en la defensa del Cerro del Cóporo, al caer la plaza, en noviembre del mismo año, se indultó con el comandante realista Aguirre. De esta manera dejó de participar temporalmente en la guerra de independencia, durante este tiempo vivió en Guanajuato y en la Ciudad de México.
En abril de 1821 se unió al Plan de Iguala en El Bajío. Fue nombrado asesor y auditor de Guerra del Ejército Trigarante por Agustín de Iturbide. Fue oficial mayor del Ministerio de Hacienda. Durante la presidencia de Guadalupe Victoria fue tesorero de las Cajas Nacionales de México. En 1824, fue nombrado teniente gobernador de Guanajuato por el Congreso Constituyente del Estado y en 1825 fue gobernador interino.
En 1831 fue comisiario general del Distrito Federal y del Estado de México. Fue titular de la Secretaría de Hacienda en dos ocasiones: del 20 de agosto de 1832 al 4 de enero de 1833 durante el gobierno interino del presidente Melchor Múzquiz; y del 21 de septiembre al 18 de diciembre de 1836 durante el gobierno interino del presidente José Justo Corro. Fue tutor y amigo de Melchor Ocampo, murió en la capital el 11 de noviembre de 1843.